# Distretto di Ngoy
Il distretto di Ngoy è uno degli undici distretti (mueang) della provincia di Luang Prabang, nel Laos.